# Armin Otto Leuschner
Armin Otto Leuschner, ameriški astronom, * 16. januar 1868, Detroit, Michigan, ZDA, † 22. april 1953, Berkeley, Kalifornija, ZDA.
Leuschner je leta 1888 diplomiral iz matematike na Univerzi Michigana v Ann Arborju, Michigan. Na Lickovem observatoriju je postal prvi podiplomski študent, vendar je zaradi nesporazumov s svojim mentorjem Holdnom zapustil Lick pred doktoratom. Vrnil se je v Nemčijo in leta 1897 doktoriral na Univerzi v Berlinu z dizertacijo o kometnih tirih.